# ولتورنو
ولتورنو (به ایتالیایی: Velturno) یک منطقهٔ مسکونی در ایتالیا است که در تیرول جنوبی واقع شده‌است.

## خصوصیات
ولتورنو ۲۴٫۸ کیلومترمربع مساحت و ۲٬۷۴۰ نفر جمعیت دارد و ۸۵۱ متر بالاتر از سطح دریا واقع شده‌است.